# Ola Sandström
Ola Sandström, född 18 oktober 1978 i Västerås, är en svensk sångare, gitarrist och kompositör. Utöver eget material och översättningar består Sandströms produktion till stor del av tonsatt poesi, däribland texter av Tomas Tranströmer, Stig Dagerman och Signe Aurell. Sandström är utbildad vid Mälardalens högskola, Nordiska folkhögskolan och Stockholms Musikpedagogiska Institut.

## Diskografi i urval
- 2001 – Mitt i ditt lyckligaste skratt
- 2002 – En afton vid Mälarens strand
- 2012 – Eldklotter: Ola Sandström sjunger Tomas Tranströmer
- 2016 – Flykten valde oss: musik och röster från Dagerman, med Bengt Lundström och Inga Landgré
- 2019 – Irrbloss: tonsatta dikter av Signe Aurell med, med Maja Heurling
- 2021 – Aska

## Utmärkelser
- 2002 – Västerås stads kulturstipendium
- 2003 – Stim-stipendium
- 2006 – Olle Adolphson-stipendiet
- 2007 – Gösta Taubes stipendium (Taubesällskapet Västanvind)
- 2013 – Västerås stads kulturstipendium
- 2017 – Skaps vispris[3]
- 2022 – Hanne Juul-stipendiet